# Seau de Giberville
Vous lisez un « article de qualité » labellisé en 2024.
Le seau de Giberville est un artefact découvert lors de fouilles archéologiques sur le territoire de la commune de Giberville, dans l'actuel département du Calvados de la région Normandie, en France. Il est conservé au musée de Normandie à Caen.
Ouvrage daté de l'Antiquité tardive, il est retrouvé lors de fouilles menées dans les années 1970 sur le site d'une nécropole mérovingienne. Pratique très ancienne, le dépôt de seaux dans les tombes reprend dans l'espace de la Gaule à partir du IVe siècle. Le seau de Giberville est retrouvé dans le contexte d'une nécropole utilisée de la fin du Ve au VIIe siècle.
Constitué de bois d'if et de bronze, l'artefact est pourvu d'un riche décor interprété comme des représentations d'un empereur romain et d'une scène de chasse. Du fait de ce décor, le seau est interprété par le fouilleur comme un don d'un empereur à un membre d'une communauté barbare, objet conservé par la suite et enterré avec une femme au début du VIe siècle. Il est donc un témoin de la période de transition entre la fin de l'Empire romain d'Occident et le début de l'époque mérovingienne.
Même si des fragments d'autres seaux similaires existent, l'état de conservation remarquable ainsi que l'iconographie de l'exemplaire de Giberville en font un objet très rare.

## Localisation
Le seau est découvert lors de fouilles archéologiques d'une nécropole de 482 tombes à Giberville, au lieu-dit « Le Martray » dans les années 1970. Giberville est située à 2,5 km de l'Orne et de son affluent, la Gronde et à 7 km au sud-sud-ouest du camp romain de Bénouville, fouillé en 1851.
Le nom de la localité n'est pas attesté avant 1066, puis en 1082, sous la forme Goisbertivilla. C'est une formation toponymique médiévale caractéristique en -ville au sens ancien de « domaine rural », dont le premier élément Giber- représente l'anthroponyme germanique Gausbert(us). Le nom du lieu-dit « Le Martray » est une formation toponymique médiévale sans doute postérieure. Il signifie « martyre ». Le toponyme garde le souvenir de la destination funéraire du lieu,.

## Histoire

### Contexte général

#### Question historiographique

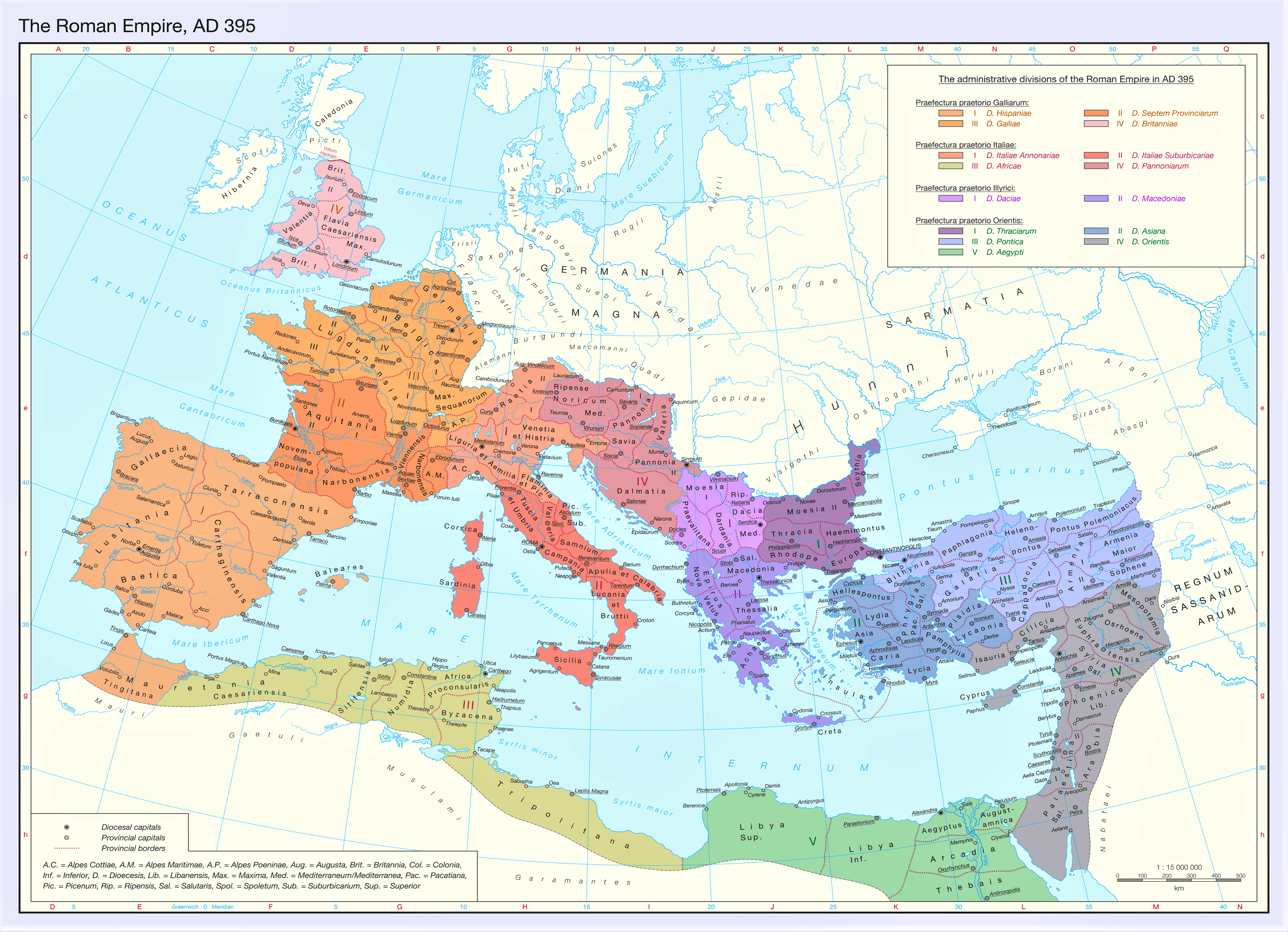
L'Empire romain en 395.

La question des dernières décennies de l'Empire romain d'Occident et des relations avec les arrivants issus de « peuple[s] barbare[s] » entraîne une position historiographique à partir du XIXe siècle, l'Empire dans cette optique acceptant la création d'entités politiques indépendantes en son sein. L'expression « invasions barbares » est répandue dans l'historiographie française de la fin du XIXe siècle et du début du XXe siècle. L'historiographie exagère « l'imagerie catastrophiste de ces accords de fédération ».
La question de l'« identité et [de l']identification ethnique et culturelle » prend en compte la romanité et la citoyenneté romaine, dont la nature est modifiée par l'édit de Caracalla de 212, par l'intégration de tous les hommes libres de l'Empire.
La notion de « frontières strictement étanches » entre l'Empire romain et le monde barbare est remise en question par les travaux historiques et l'archéologie. Les changements à l’œuvre dans l'Antiquité tardive dans l'espace de la Gaule sont complexes, à la fois dans l'espace géographique et pour les différentes couches sociales. L'espace de la Gaule est fragmenté entre un nord « très diminué […] économiquement », une Gaule armoricaine marginalisée du pouvoir romain et un sud encore administré par des élites romanisées jusqu'à la chute de l'Empire.
Les peuples fédérés installés dans l'Empire le sont dans des royaumes clients situés dans ses frontières mais « faisant allégeance à Rome » : les clients fournissent des soldats auxiliaires, et Rome concède de l'argent et des « postes honorifiques » aux élites barbares. Les rois barbares dans ce contexte ont autorité sur leur peuple uniquement. L'installation des royaumes clients prend place dans un mouvement mis en place à partir de 411 par Flavius Honorius et son magister militum Constance en Gaule, prenant acte des limites du système antérieur du limes en le remplaçant par une « politique plus réaliste et plus économique ».

#### Changements duVesiècle
Les royaumes barbares sont au départ des « conglomérats d'ethnies » dont les souverains souhaitent faire carrière dans l'armée romaine et assurer la subsistance de leurs peuples. Les guerriers barbares participent à la bataille des champs Catalauniques qui permet de faire reculer Attila et ses troupes.

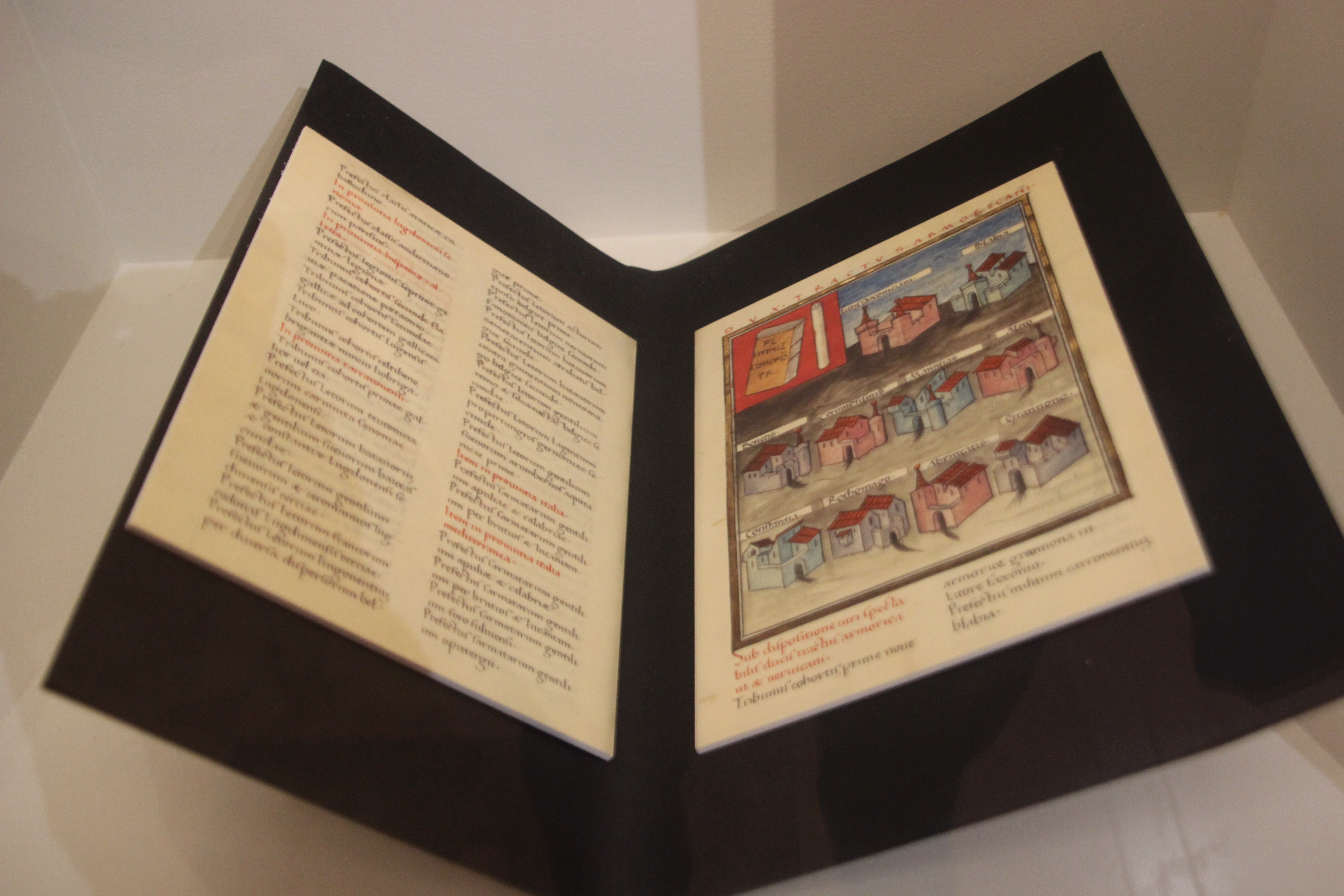
La Notitia dignitatum, fac-similé exposé en 2022-2023 au musée Jean-Claude-Boulard Carré Plantagenêt du Mans dans l'exposition Au pied du Mur consacrée à l'enceinte gallo-romaine de la ville.

La Gaule du Nord s'appauvrit du fait de l'absence de troupes à entretenir sur le limes, les élites se rapprochant du pouvoir franc. En effet, l'Empire souhaite désormais protéger en priorité la Gaule du sud et l'Italie. En 439, les Vandales prennent Carthage « dans la plus totale illégitimité » par rapport aux traités conclus ; l'impossible reprise de la capitale de l'Afrique romaine a pu conduire à l'acceptation des royaumes de la fin du Ve siècle par l'Empire romain d'Orient.
Au Ve siècle, le secteur du Nord de la Gaule, entre Somme et Loire, rejette l'autorité impériale dans « un mouvement d'autonomisation des pouvoirs locaux ». Même si peu de sources sont disponibles, le mouvement est peut-être lié à l'usurpation de Constantin III. L'usurpateur est tué par les troupes d'Honorius en 411 à Arles. Pendant la période troublée, les troupes du Rhin ou protégeant la Manche se retirent, ne pouvant empêcher de nouveaux arrivants. Les soutiens à l'usurpateur ou les personnes soutenant le « mouvement séparatiste » sont pourchassés par le pouvoir central qui reprend pied et réorganise les défenses vers 411-416 selon les éléments issus de la Notitia dignitatum ; cette reprise en mains reste cependant incomplète et les provinces armoricaines restent agitées tout au long du siècle, leur ralliement à Clovis pouvant être interprété comme le ralliement des élites religieuses à un chef chrétien « catholique » dans un contexte marqué par l'arianisme présent en particulier chez les Wisigoths.

### Histoire du site et de la nécropole

#### Rites funéraires entre continuité et changements

Carte des territoires des cités romaines sous le Bas-Empire romain dans l'emprise de l'actuelle Normandie.

Les rites funéraires romains sont composés d'un banquet funéraire, d'un sacrifice et de la mise en terre du corps ou de l'urne contenant les cendres du défunt. La sépulture contient du mobilier, lié au banquet mais aussi destiné à accompagner le défunt. Dans l'Antiquité tardive, selon les nécropoles fouillées de l'actuelle Normandie, les rites perdurent et une majorité d'inhumations est à signaler, toujours à l'écart des lieux d'habitation. Le christianisme fait disparaître ce dernier « héritage de l'Antiquité » en rapprochant la dernière demeure des défunts des espaces occupés par les vivants.

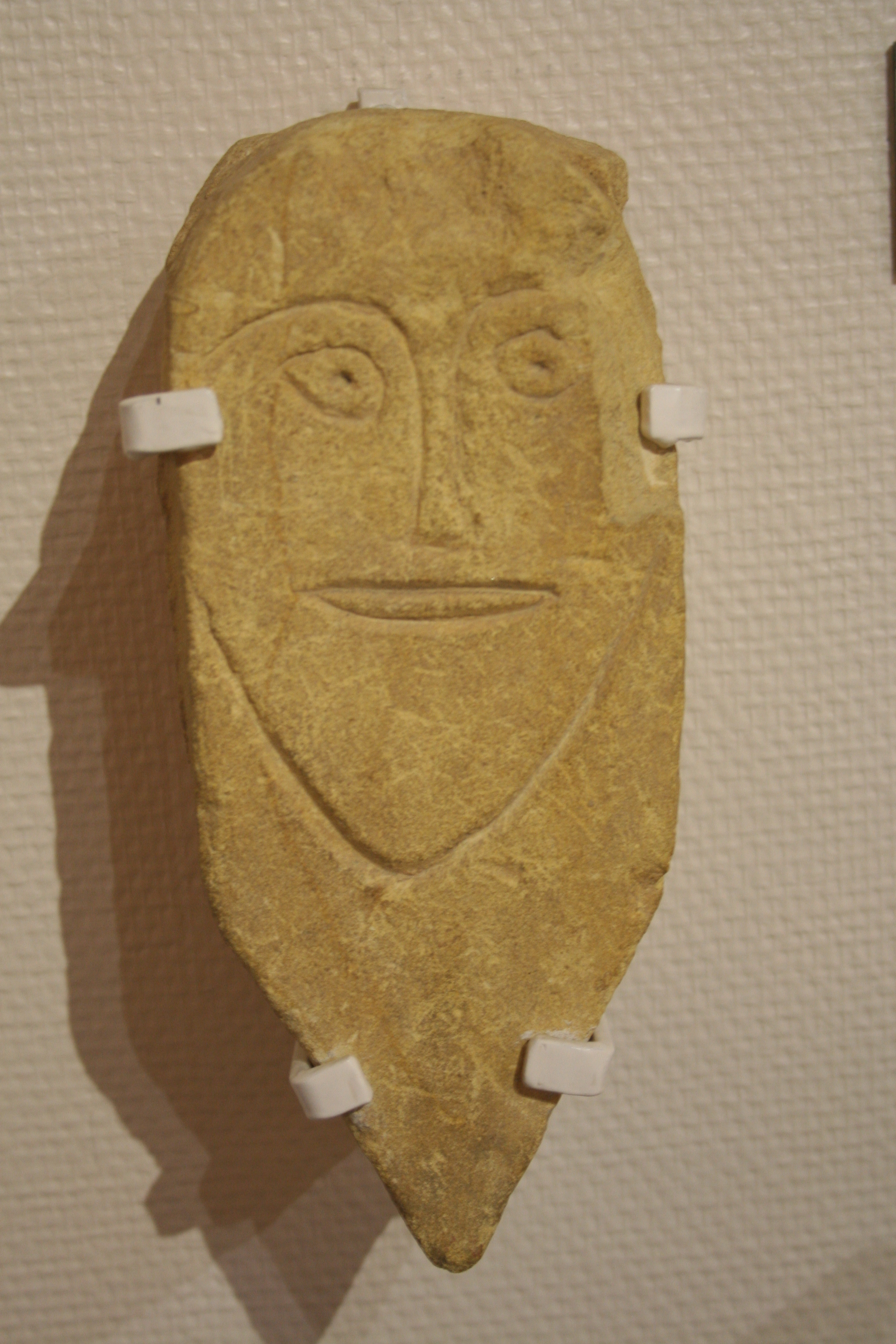
Stèle funéraire découverte à Mondeville au début du XXe siècle et datée du VIIe siècle.

Les mercenaires d'origine barbare adoptent les rites en usage, dont l'obole à Charon ou le dépôt d'éléments de vaisselle. Les rites liés à l'inhumation et les objets déposés dans les sépultures sont des marqueurs du niveau social du défunt ou de la défunte. Le cadavre est déposé dans un coffrage de bois présent dans une fosse et muni d'un couvercle. Les tombes sont surmontées d'un « monticule de terre ou de pierre », avec une stèle ou tout autre élément pouvant comporter le nom de la personne inhumée.
Les nécropoles dans les campagnes ont une origine familiale autour d'une ou deux tombes, les tombes les moins pourvues en mobilier correspondant aux « membres de leur maisonnée ». Installées le long d'une voie de communication et en limite territoriale, leur utilisation peut durer de quelques générations à deux ou trois siècles. Les chapelles, dans le mouvement de christianisation, commencent à s'implanter dans les campagnes aux VIe et VIIe siècles.
Les populations « romano-barbares » sont inhumées avec des vêtements traditionnels, dont les tissus ne sont pas conservés ; cependant, les fibules peuvent être retrouvées par les archéologues. Les sépultures de femmes comportent des épingles, témoignant de coiffes spécifiques. Les sépultures, marquées parfois par « un caractère ostentatoire » (comme à Airan), témoignent d'un « métissage culturel tardo-antique » avec des rites funéraires gallo-romains et une inhumation dans des costumes traditionnels. La présence étrangère est déduite selon les spécialistes de la présence de plusieurs objets spécifiques, fibules, épingles ou peignes. Les tombes masculines comportent des ceintures avec des plaques-boucles fabriquées dans les régions du Barbaricum.

Localisation de Giberville sous le Bas-Empire romain.

#### Nécropole de la plaine de Caen occupée duVeauVIIesiècle
L'occupation est ancienne dans ce secteur de la plaine de Caen, « région naturellement riche ». Une ferme indigène est attestée ainsi qu'un enclos funéraire situé à 100 m de la zone du Martray. À environ 1,1 km de la ferme, les archéologues dégagent au XIXe siècle des éléments datés du Haut-Empire, un bâtiment interprété comme une tannerie et un trépied de bronze.
La plaine de Caen a pu favoriser des « implantations nombreuses et dispersées ». Le village a pu comporter une quinzaine de familles au haut Moyen Âge. Les fouilles permettent d'identifier deux nécropoles de cette période à Giberville. Les sépultures du secteur témoignent d'« une certaine « aisance » de la communauté […] pendant tout le VIe siècle », en relation avec une activité commerciale datant de l'Empire romain et pas seulement une activité agricole. L'étude anthropologique des squelettes ayant pu être analysés témoigne d'un aspect gracile surtout pour les femmes, et d'une taille moyenne de 1,72 m pour les hommes et 1,59 m pour les femmes, stature plus importante que dans la nécropole de Saint-Martin-de-Fontenay. La communauté avait sans doute « une meilleure qualité de vie ». Au VIIe siècle, les squelettes féminins restent graciles, mais la stature est plus haute ; les hommes sont moins grands mais plus robustes. La morphologie de la population change lentement avec sans doute une plus grande ouverture sur l'extérieur. La proportion des sépultures de non-adultes est de 14 % au VIe siècle et de 17 % au VIIe siècle. La classe d'âge 10–14 ans est surreprésentée dans les sépultures de non-adultes inhumés, et, pour le VIIe siècle, la surmortalité concerne les 15–18 ans. Les tombes du VIe siècle comportent une faible proportion d'hommes jeunes et une part équilibrée de femmes jeunes ou âgées de plus de 60 ans. Au siècle suivant, la situation pour les femmes connaît une amélioration, mais une aggravation pour les hommes jeunes, dont la part dans la nécropole passe de 25 % à 39 %, cette évolution pouvant être liée à « un biais dans l'échantillon masculin ».
La nécropole est utilisée de la fin du Ve jusqu'à la fin du VIIe siècle,. La tombe dans laquelle le seau est trouvé est datée pour sa part du début du VIe siècle. Seule une vingtaine de tombes tardives comportent des sarcophages. La nécropole est organisée en rangées et les sépultures sont orientées tête à l'ouest et pieds à l'est. Les archéologues retrouvent des traces de cercueils en bois. Une seule crémation est révélée par les fouilles.
Il existe des groupes de tombes. Certains caractères physiques étudiés par les archéologues permettent de supposer une parenté entre sujets inhumés à proximité les uns des autres. Les traces d'un enclos funéraire sont également retrouvées : cet enclos était matérialisé par une clôture dont on a retrouvé les marques de trous de poteaux, d'un diamètre de 30 cm à 45 cm ; un poteau d'un diamètre de 90 cm contenait une « chandelle de bois » qui avait comme fonction de signaler le site du cimetière. La taille de l'enclos n'a pas changé au cours de l'histoire de la nécropole. Les poteaux dépassaient le sol sur une hauteur d'environ 1,20 m et la chandelle faisait le double de cette hauteur. Les tombes étaient signalées par des stèles, blocs pointus en pierre.

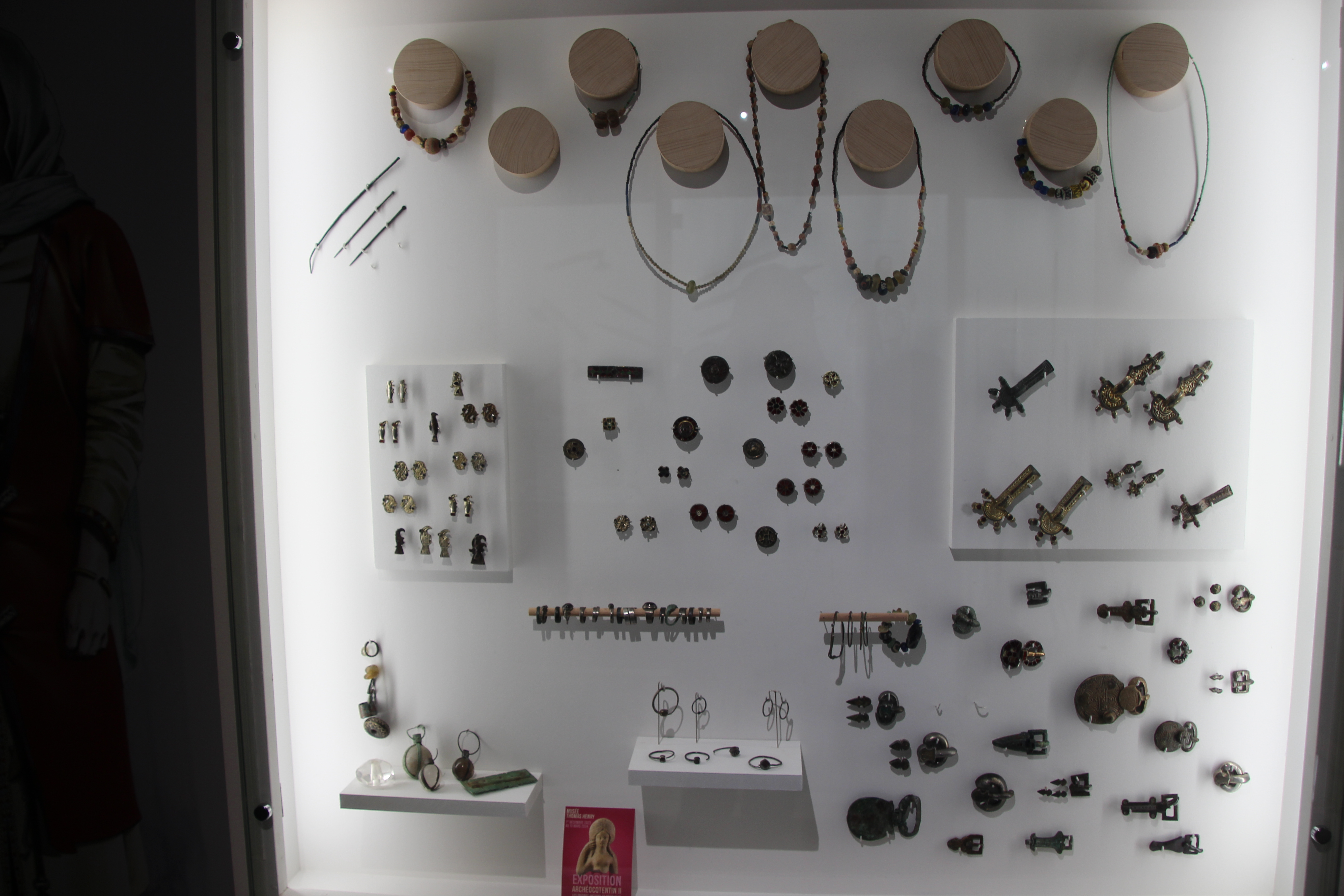
Vitrine consacrée aux éléments de costume féminin du VIe siècle au musée de Normandie.

Christian Pilet évoque comme datation pour l’œuvre la fin du IVe et le début du Ve siècle, tout comme Jean-Yves Marin qui concède que le seau est « difficile à dater » de fait de l'inscription fragmentaire qu'il porte. La tombe dans laquelle le seau est découvert était celle d'une femme au sein d'un groupe de sépultures entourant celle d'un individu portant des armes, épées ou hache. Les tombes de ces individus sont appelées par les archéologues « tombes de chefs ». Les tombes féminines proches de ces sépultures ont livré un riche matériel, fibules, colliers, vaisselle en verre ou en bois.
Le premier groupe de sépultures, orientées est-ouest et bordées par une palissade, comprend celle du « fondateur » de la nécropole. La tombe no 29, celle du « fondateur », était entourée d'une palissade en bois, d'un fossé de 5 m de diamètre. Les tombes plus récentes sont situées autour d'un noyau. À quelques mètres du premier groupe, dans un ensemble daté de la fin du Ve et du début du VIe siècle, les archéologues supposent l'existence d'une structure de 4 m sur 3 m.
Les tombes sont pillées du temps de l'utilisation de la nécropole. Deux tiers des tombes sont en effet découvertes pillées, sans doute par les utilisateurs du cimetière désireux de retrouver des objets précieux. Les archéologues retrouvent un entassement d'objets. Les pillages ont perturbé les vestiges de rites funéraires ; cependant, les archéologues ont pu retrouver des vestiges de repas funéraires ou de « rite du feu ». Les fouilles permettent également de dégager des objets, tels qu'un gobelet apode en verre jaunâtre ou qu'une monnaie franque, imitation d'un monnayage byzantin, datée du premier tiers du VIe siècle, un argenteus au nom de Justin Ier. L'usage de ces monnaies, au poids proche de la silique et découvertes dans des tombes de soldats, constitue « sans doute un jalon important dans le monnayage franc au début du VIe siècle ». Les fouilles permettent aussi de retrouver des éléments d'un collier, des fibules « en argent doré et verroterie cloisonnée ».

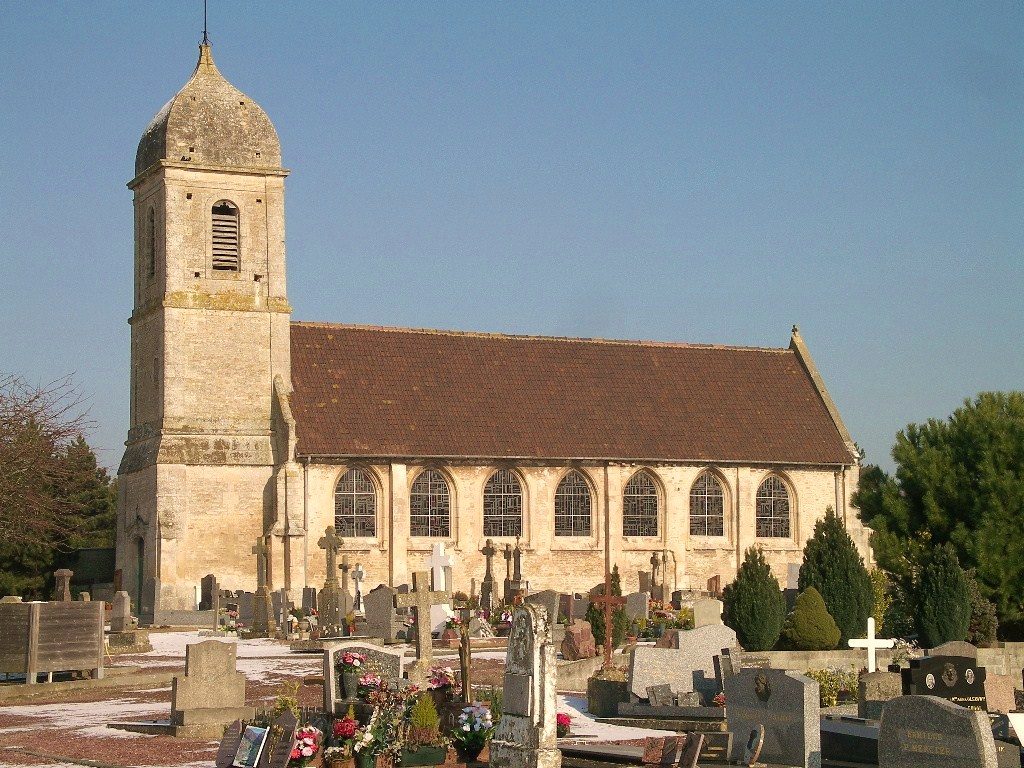
L'église Saint-Martin de Giberville avec le cimetière.

Au VIIe siècle, la nécropole reste globalement dans les limites du siècle précédent, avec des groupes de tombes et des chevauchements de sépultures. Les objets de parure retrouvés, dont les fibules arquées, appartiennent à un groupe répandu des VIIe et VIIIe siècles. Deux objets seulement sont décorés d'une croix. Dix-neuf sarcophages en pierre de Caen, « pillés ou réutilisés », témoignent d'une christianisation de la communauté locale.
Après l'abandon progressif de la nécropole, dans la seconde moitié du VIIe siècle, les défunts sont inhumés non loin de l'église Saint-Martin de Giberville, à 2 km ou autour d'une église, aujourd'hui disparue, dédiée à Saint Germain dont la toponymie garde le souvenir, le « champ Saint-Germain » ou « Dellage Saint-Germain ». Les cimetières sont alors localisés non loin de « la communauté des vivants ». La nécropole autour de l'église est utilisée de la fin du VIIe au XIVe siècle. L'enclos funéraire de la zone du Martray, « l'endroit des morts », marque le paysage ainsi que les esprits.

### Historique de la découverte et description de la tombeno41

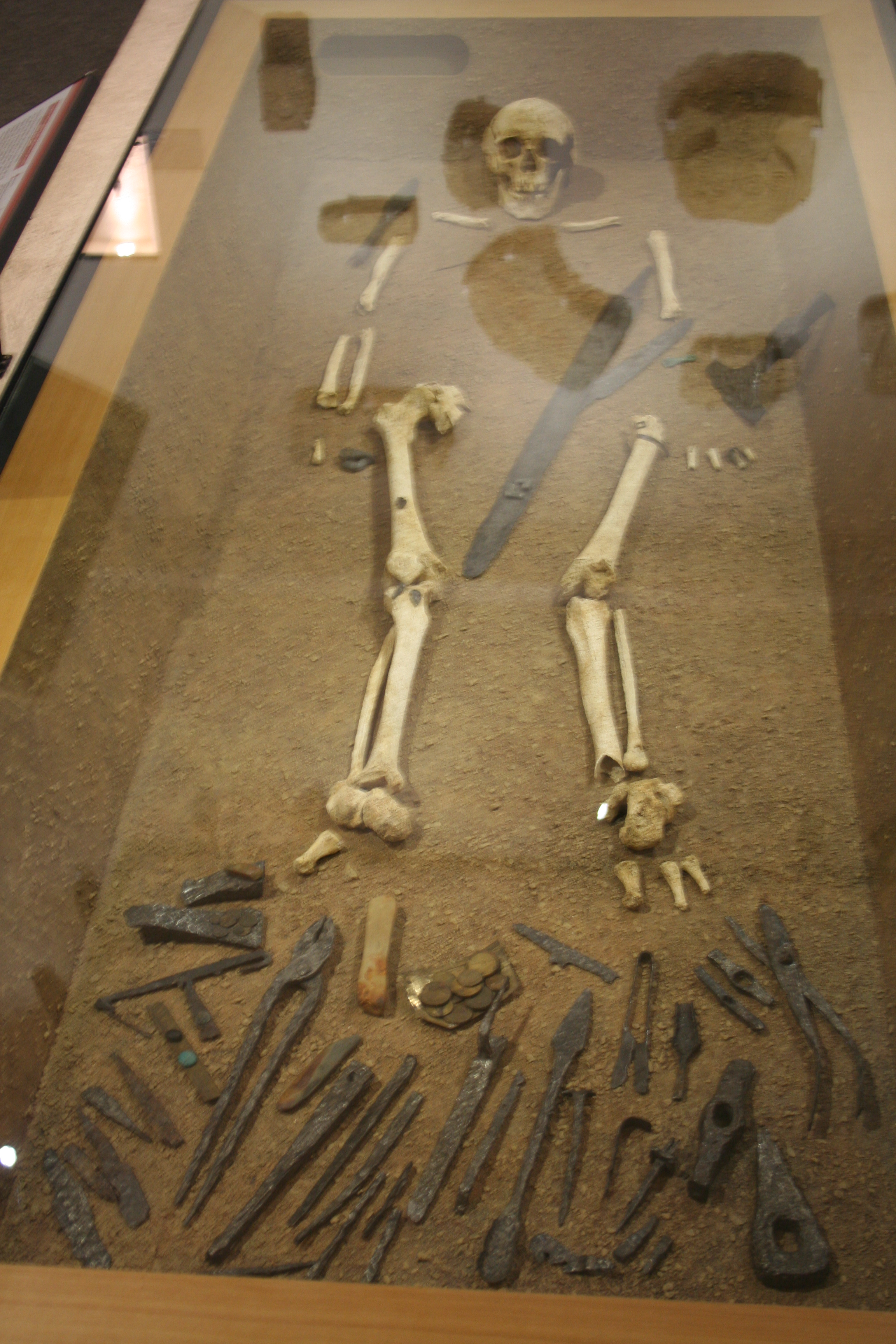
La tombe no 10 du forgeron-guerrier d'Hérouvillette, fouillée par Joseph Decaëns et conservée au musée de Normandie. La nécropole d'Hérouvillette est occupée du milieu du.

Des travaux consacrés à de nombreuses nécropoles d'époque mérovingienne datent de la seconde moitié du XXe siècle, et une étude spécifiquement consacrée aux seaux est publiée au début du XXIe siècle. L'archéologie funéraire est très active des années 1970 à 1990 sur le territoire de l'ancienne Basse-Normandie, avec la fouille exhaustive de nécropoles dans la plaine de Caen. Les tombes de trois individus porteurs d'épée sont dégagées sur le site de Giberville. Plusieurs fouilles de sauvetage ont lieu sur le territoire de la commune entre 1975 et 1980 : des travaux de voirie et de lotissement aboutissent à la découverte d'une nécropole au nord de l'église, et la mise en place de la zone industrielle aboutit à la découverte de la nécropole du Martray. Une partie de la nécropole située autour de l'église Saint-Martin, comportant trente sarcophages, est fouillée entre 1975 et 1980.
Les tombes de la nécropole du Martray sont constituées de tombes creusées dans le calcaire ou de sarcophages. Les limites de la nécropole du Martray ne sont pas atteintes par les fouilleurs sur son flanc oriental du fait de la route,. 394 tombes sont fouillées et les archéologues estiment le nombre total de sépultures à 482, incluant la zone couverte par la route. 202 tombes sont datées du VIe siècle du fait du mobilier retrouvé, mais un tiers ne comporte plus d'ossements, et un quart des tombes ont été réutilisées. 189 tombes sont datées du VIIe siècle, l'effectif restreint par rapport au siècle antérieur pouvant être lié à la fouille incomplète de l'espace. 80 tombes ne contiennent plus de squelettes. Sur le site, l'archéologue note une « très mauvaise conservation d'ensemble des squelettes ».
Le seau est découvert dans une des tombes de la nécropole, la tombe no 41, celle d'une femme, lors de fouilles de sauvetage qui se déroulent d'octobre 1976 à juin 1977 sous la direction de Christian Pilet,.
La tombe est creusée dans le calcaire comme les autres tombes de la nécropole et le seau est posé au pied de la sépulture en position verticale. Le seau servait peut-être de contenant à des objets ayant disparu. La tombe no 41 a été pillée et seul subsiste le seau.
Des fibules « de type anglo-saxon » sont également retrouvées dans la nécropole du Martray.

## Description

### Description générale du seau
Le seau est en lattes de bois d'if. Ce type d'essence est utilisé dans la plupart des cas, même si des seaux en chêne ou frêne sont connus. L'usage de l'if pour des récipients ou de la vaisselle commune en bois est connu en dépit des toxines présentes dans le bois de cet arbre. Le bois est en effet imputrescible et possède de « nombreuses qualités techniques et esthétiques ».
Quatorze lattes sont présentes sur le seau de Giberville, hautes de 14 cm pour une largeur de 3 cm. Le seau possède une anse et un bandeau en décor de bronze estampé,. Le décor est gravé sur du bronze.
Le seau est petit, 15 cm de haut pour un diamètre de 12,8 cm à l'ouverture et 13,7 cm au fond. Le décor est à la fois politique et mythologique. La circonférence est de 42 cm. Deux bandeaux de bronze larges de 1,3 cm sont présents. Un bandeau de laiton situé en haut du seau porte un décor. Un bandeau de bronze haut de 13,3 cm et large de 1,4 cm est destiné à accueillir l'anse de l'ouvrage.
Le bandeau de métal portant le décor fait 17 cm sur 4 cm, sur 0,5 mm d'épaisseur. Une trace de réparation est observée, une plaque de bronze de 4,5 cm sur 2 cm a en effet été placée. Des traces de réparation sont identifiées sur d'autres exemplaires conservés, comme à Rhenen ou Saint-Dizier.
Par sa taille et sa forme, le seau de Giberville correspond, selon la description d'Amélie Vallée, au type des « seaux à placage de bronze », même si certains sont munis de décors chrétiens ou de motifs géométriques. La fabrication serait le fait d'artisans mobiles du nord de la France, entre Seine et Oise, suivant une « tradition romaine tardive ». La question d'ateliers fixes ou itinérants n'est malgré tout pas tranchée, même si plusieurs types d'artisans devaient travailler sur les objets, du fait des techniques diverses à mettre en œuvre. Amélie Vallée pose la question d'une production centrale et de l'éventuelle diffusion par mimétisme, ou du rôle des contacts entre élites mérovingiennes et autres peuples.

### Description du décor de bronze

#### Généralités
Le décor est obtenu par estampage et une partie en surimpression. L'anse est gravée. Le bandeau supérieur présente le droit d'une monnaie, des personnages, un cavalier et un personnage debout, avec des chevaux et des cerfs (planches 10 et 11 dans Pilet, 1990). La scène est représentée deux fois, de part et d'autre de l'anse.
Cinq motifs sont présents : une monnaie, un cavalier, un cerf, un personnage et une tête,.

#### Motif monétaire

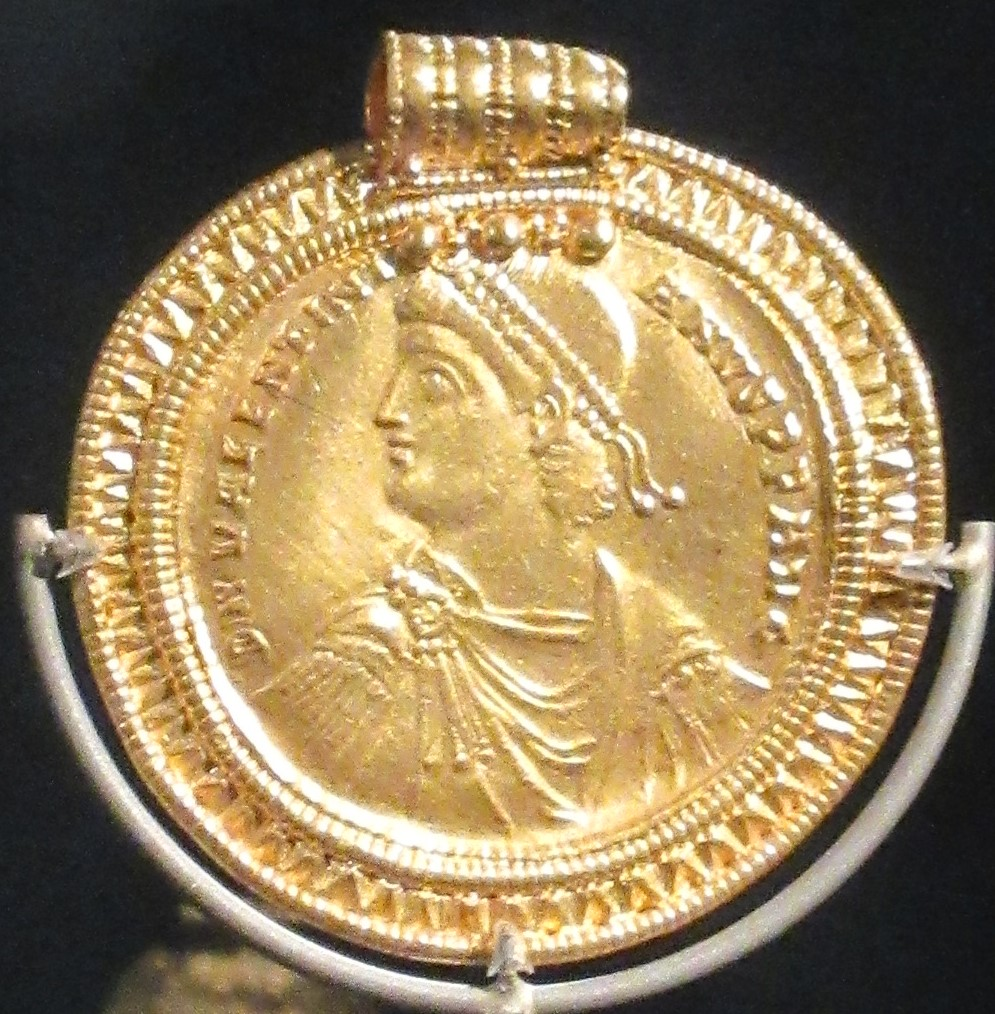
Monnaie d'or (solidus) de Valentinien Ier, transformée en médaillon, (364-375).

Un motif du seau représente une monnaie montée en médaillon, pratique courante au IIIe siècle, en pendentif ou en collier. La pratique perdure au IVe siècle. Le droit de la monnaie est conservé en partie.
Deux motifs sont présents : un floral et un cruciforme. Sont présents sur la représentation de monnaie d'un diamètre de 30 mm un buste impérial et l'inscription « DN VAL ». Vu l'espace disponible pour la titulature du personnage, assez long, il s'agit d'un Valentinien. Le nom Valentinien n'est pas précisé, on ne sait pas s'il s'agit de Valentinien Ier, Valentinien II ou Valentinien III, ces empereurs ayant régné de 364 à 455. Christian Pilet opte pour Valentinien Ier. Le buste impérial est pourvu d'un diadème de deux rangs de perles, et présente un drapé,.
La taille de la monnaie reproduite dans l’œuvre, d'un diamètre de 30 mm, supérieur à celui d'une monnaie courante, serait celle d'un multiple,. Les multiples sont fréquents sous les Valentinien, et destinés à récompenser les soldats et dignitaires de l'Empire selon une tradition ancienne. La taille des monnaies usuelles du IVe siècle est d'environ 20–21 mm.
Les monnaies sont souvent utilisées pour orner les lampes, dans ce cas elles sont pressées sur l'argile. Les monnaies utilisées en estampage doivent avoir du relief ; l'or a donc été utilisé de même que l'argent. Les aurei ou solidi ont souvent été utilisés. La monnaie représentée est « œuvre d'imagination », même si l'artisan s'est inspiré de modèles.

#### Personnage debout

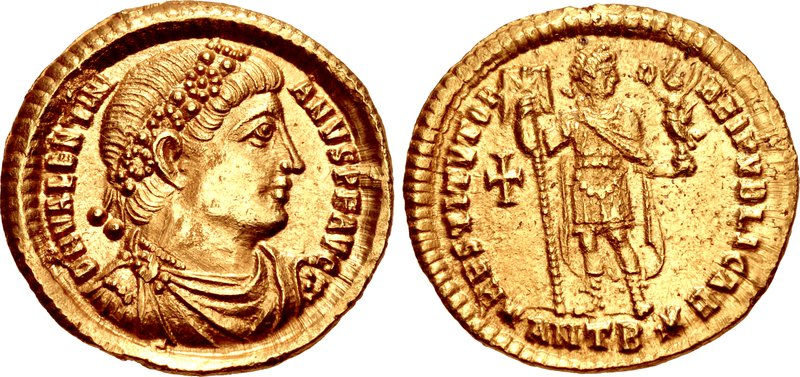
Avers et revers d'un solidus de Valentinien Ier.

Un personnage masculin est présenté debout, muni d'un casque et d'une courte tunique, tenant un étendard dans la main gauche, le labarum. À l'époque d'Honorius, l'empereur est représenté ainsi avec un étendard ou un bouclier. 
Un « captif », aux mains non attachées, est présent aux pieds de l'empereur. Le motif est une création artistique même s'il est basé sur des représentations réelles diffusées à l'époque, à la fin du IVe siècle dans les ateliers de Gaule. La main droite dans les représentations impériales tenait un captif ou un bouclier. Cette scène est similaire à des représentations de revers de monnaies en circulation du type Gloria romanorum. Dans un autre type de représentation, l'empereur tient l'étendard d'une main, un captif entravé à ses pieds, et a l'autre sur un bouclier.

#### Scène de chasse

Reproduction de la scène de chasse et des éléments qui entourent cette dernière.

La scène de chasse avec légende.

Une scène de chasse est présente sur l'armature de l’œuvre. Il s'agit d'une représentation de chasse à courre avec un cerf (un dix-cors) entouré de quatre chiens de la race des vertagus ou vertragus, « prisé[e] pour sa vitesse » et décrite par Arrien, avec un cavalier muni d'une lance. Ce cavalier portant une cuirasse et un diadème flottant au vent est identifié comme l'empereur. Ce type de représentation de l'empereur en chasse est fréquent, même si la chasse au cerf n'est digne d'intérêt qu'au Bas-Empire. Cette chasse au cerf est donc un des éléments permettant la datation de l’œuvre.
L'empereur est représenté à trois reprises, en profil monétaire, debout et à cheval. On ne sait pas si l'artisan de l’œuvre a procédé directement à l'estampage ou s'il est passé par une étape de matrice[Quoi ?].
La scène figure la fin de la chasse. Quatre chiens ont arrêté le cerf et le mordent à différents endroits. Le cavalier, situé derrière, est entouré de ses chiens, il arrête sa monture et s'apprête à jeter une lance sur le cerf. Il porte une cuirasse et un élément situé derrière sa nuque correspond à un diadème, c'est donc l'empereur qui est représenté. L'empereur est également représenté après la chasse, un étendard à ses côtés. Le cheval piétine un serpent,. Le cheval est représenté par des entrelacs larges de 4 mm.
Il y a également huit motifs triangulaires, avec sur chacun deux chiens opposés ; ces chiens étant aussi des vertagus.

#### Tête
Le visage d'une Gorgone est représenté, avec des serpents dans les cheveux, la langue tirée,. Une telle représentation se voit aussi sur des seaux retrouvés sur le limes de Pannonie, à Intercisa et conservés à Mayence au musée central romain-germanique et à Budapest au musée national hongrois, . Lors de la découverte d'un de ces deux seaux, une monnaie de Valentinien Ier a été retrouvée.

## Interprétation historique
La nature de l'objet le réserve à un membre de l'élite. Le décor a été interprété comme représentation de l'empereur destructeur de ses ennemis et protecteur ; il a donc une signification politique.

### Témoignage des rites funéraires aux fonctions méconnues
Le dépôt de seaux en bois dans les sépultures est une pratique très ancienne qui interroge les scientifiques depuis le XIXe siècle. Elle est attestée à la fin de l'âge du bronze et se développe à la fin de la période de La Tène.
Les découvertes s’étendent du sud de l'Angleterre au Rhin. À partir du Ier siècle, la pratique n'est plus attestée en Gaule du Nord-Ouest. Elle est attestée à nouveau à partir du IVe siècle, et se développe à partir de la seconde moitié du Ve et le VIe siècle, à la fin du règne de Clovis. La présence en contexte funéraire a été attestée dans une dizaine de cas seulement. Après la seconde moitié du VIIe siècle, les « dotations funéraires » des sépultures diminuent, même si le dépôt de seau dans les sépultures continue en particulier dans le monde viking, ainsi qu'à Oseberg.
Le seau est placé dans des sépultures masculines ou féminines, au pied du défunt ou près de sa tête ou d'autres endroits du corps, et dans le cercueil ou en dehors. Certains étaient déposés en même temps que de la « vaisselle de prestige ». Les sépultures contenaient de la vaisselle de céramique, de verre, d'alliage cuivreux et de bois.
La question de la fonction de ces seaux n'est pas tranchée, de même que de leur contenu : boisson alcoolisée, potage, ou objets fragiles. Matthieu Poux a pu souligner un rôle cultuel de l'usage de l'if pour la période celtique, la toxicité du bois d'if accentuant les « effets hallucinogènes de l'alcool ». L'usage au haut Moyen Âge y compris pour des objets quotidiens laisserait entendre plutôt des raisons esthétiques ou liées à la praticité du travail de ce bois. Le contenu des seaux est méconnu du fait de la rareté des analyses réalisées : certains ont pu contenir « des baies et des œufs », mais les informations collectées sont « trop ponctuelles ». Les seaux ont peut-être été utilisés lors de festins funèbres, pour le service. Ces festins auraient eu comme fonction le renforcement des communautés. Les seaux ont pu servir pour un dépôt alimentaire, coutume répandue au Bas-Empire et répandue jusqu'au VIe siècle chez les premières communautés chrétiennes, en dépit de l'opposition de la hiérarchie cléricale.
Selon Christian Pilet et Jacqueline Pilet-Lemière, les tombes de chefs entourées de riches tombes de femmes font qu'« il est […] tentant de voir dans l'organisation de la société des morts le reflet de la société des vivants ».

### Témoignage de liens entre l'Empereur et les soldats barbares?
Le seau, élaboré à la fin du IVe ou au début du Ve siècle, est peut-être un donativum, cadeau d'un empereur à ses soldats, du fait de la proximité du camp romain de Bénouville, situé à 7 km seulement, ou aux dignitaires civils. C'est l'interprétation qu'en fait Christian Pilet.
La représentation de l'empereur peut confirmer la fonction de l'objet, identique à celle d'autres objets dont des plaques-boucles similaires à celles figurant sur la Notitia dignitatum ou un ceinturon en or découvert à Sainte-Croix-aux-Mines. Les cadeaux sont offerts par de hauts fonctionnaires impériaux aux « dignitaires civils et […] commandants d'armée ». La représentation de l'empereur à la chasse sur l'objet est liée à la « propagande du pouvoir ».
L'empereur est comme Persée protégé de ses ennemis par sa virtus et la tête de Gorgone. Ces motifs ayant un rôle, l'artisan a fait « une œuvre de propagande »,. L'empereur est représenté trois fois, l'objet devait être offert. Les cadeaux pouvaient aussi être des ceintures munies de plaques-boucles parfois en or, le seau de Giberville est en comparaison « une pacotille »,,, il a pu être selon Christian Pilet offert à un chef barbare ayant servi dans l'armée romaine, thésaurisé et réparé par une femme qui l'aurait emporté dans sa tombe au début du VIe siècle. Il contenait peut-être des éléments ayant disparu.

### Témoignage de la culture romano-germanique

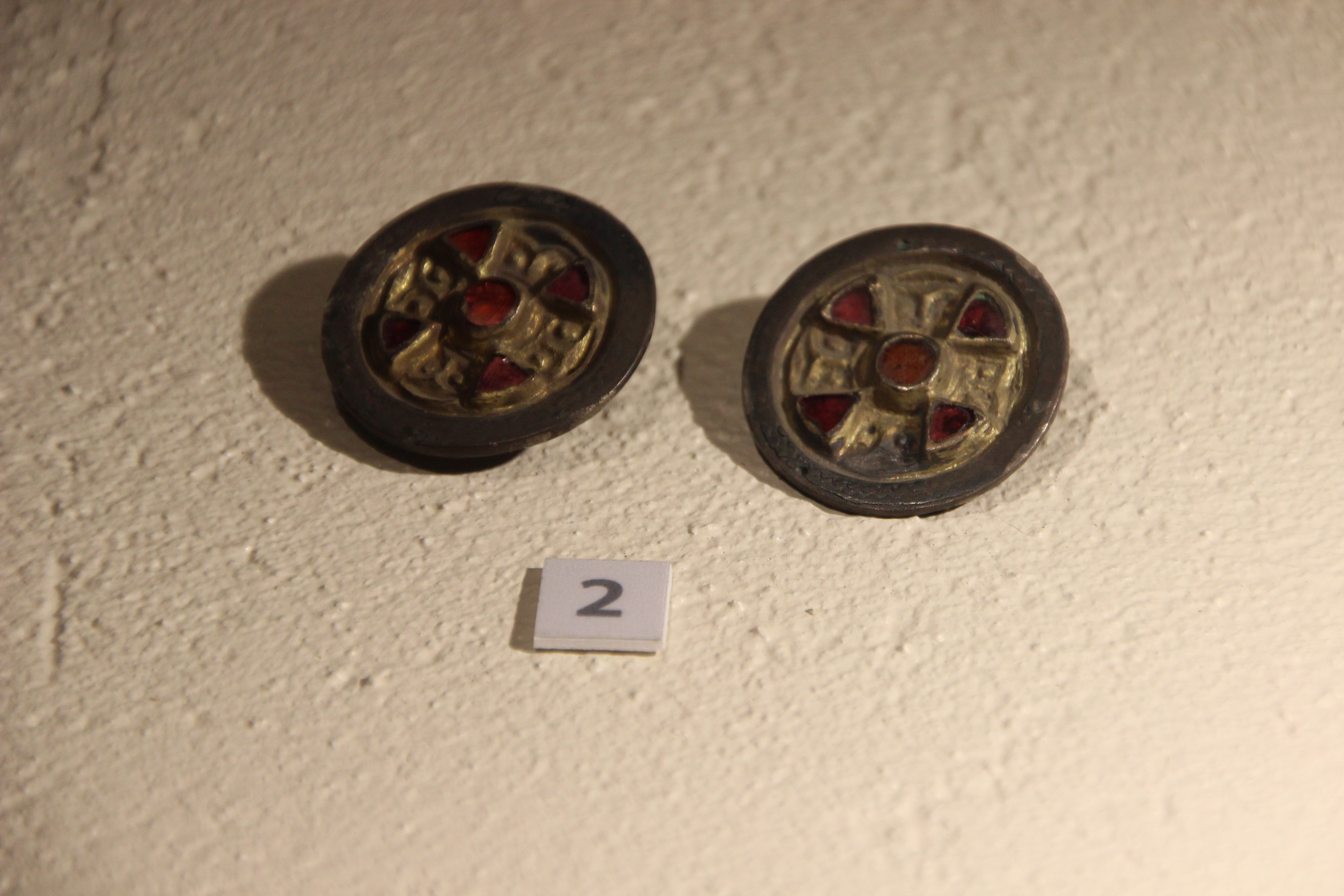
Fibules circulaires trouvées à Giberville conservées au musée de Normandie.

L'arrivée de populations d'origine germanique dans l'Empire romain a des conséquences sur l'art, même si la culture antique continue à exister pendant plusieurs siècles. Le seau de Giberville est un « témoin de la culture romano-germanique » selon Christian Pilet, en dépit de la difficulté de le dater.
D'autres témoins de cette culture, « objets résiduels », ont été collectés dans d'autres sépultures de Giberville, dont une boucle et une plaque-boucle,. Ces objets étaient enterrés dans des tombes d'hommes armés, munis de lances, d'arcs et de haches et inhumés avec leur épouse.
La proximité de la mer a eu comme conséquences des échanges avec l'Outre-Manche. Non loin du site du camp romain de Bénouville, les fouilles menées par l'abbé Durand de la société des antiquaires de Normandie en 1840 livrent une fibule anglo-saxonne témoignant des échanges avec l'Angleterre anglo-saxonne. Des fibules de type anglo-saxon sont découvertes dans la nécropole du Martray. La présence anglo-saxonne est également confirmée par des crémations.

#### Ouvrages ou travaux généraux
- Sandrine Berthelot et Vincent Hincker, Vous avez dit Barbares ? : Archéologie des temps mérovingiens en Normandie, Ve – VIIIe siècles, Gand/Caen, Snoek, 2018, 200 p. (ISBN 978-94-6161-454-4).
- Vanessa Brunet et Samuel Lelarge, « Les sépultures de l'Antiquité tardive : une continuité des pratiques funéraires gallo-romaines », dans Vous avez dit Barbares ?, 2018, p. 58-63.
- Florence Delacampagne, Carte archéologique de la Gaule, 14. Le Calvados, Paris, Éd. de la Maison des sciences de l'homme, 1990, 166 p. (ISBN 2-87754-011-1).
- Christine Delaplace, « Les derniers temps de l'Empire romain d'Occident (405-475) », dans Vous avez dit Barbares ?, 2018, p. 44-51.
- Vincent Hincker, « Le nord-ouest de la Gaule au cours du Ve siècle », dans Vous avez dit Barbares ?, 2018, p. 52-55.
- Vincent Hincker, « Le monde des morts : cimetières et usages funéraires », dans Vous avez dit Barbares ?, 2018, p. 104-111.
- Jean-Yves Marin, Musée de Normandie Caen : Guide, Skira, 2001 (ISBN 88-8118-913-5).
- Christian Pilet et Jacqueline Pilet-Lemière, « Les tombes de chefs (Ve – VIe siècles) dans les nécropoles franques en Normandie », Annales de Normandie, no 23,‎ 1990, p. 191-201 (lire en ligne, consulté le 10 décembre 2023).
- Christian Pilet, Luc Buchet, Jacqueline Pilet-Lemière, Armelle Alduc-Le Bagousse et Montserrat Sansilbano-Collilieux, « L'apport de l'archéologie funéraire à l'étude de la présence militaire sur le limes saxon, le long des côtes de l'actuelle Basse-Normandie », Mémoires de l'association française d'archéologie mérovingienne, no 5,‎ 1993, p. 157-173 (lire en ligne, consulté le 15 février 2024).
- Amélie Vallée, « La pratique funéraire du dépôt de seaux en bois à la période mérovingienne : un état de la question en Gaule du Nord-Ouest », Archéologie médiévale, no 46,‎ 2016, p. 33-56 (lire en ligne, consulté le 21 mars 2020).

#### Travaux sur la commune ou l’œuvre en particulier
- Collectif, Bulletin municipal n°38 janvier 1993, 1993.
- Christian Pilet, « Calvados -Giberville. Le Martray », Archéologie médiévale, no 8,‎ 1978, p. 301-302 (lire en ligne, consulté le 21 mars 2020).
- Christian Pilet, Armelle Alduc-Le Bagousse, Joël Blondiaux, Luc Buchet, Gilles Grévin et Jacqueline Pilet-Lemière, « Les nécropoles de Giberville (Calvados) fin du Ve siècle - fin du VIIe siècle ap. J.C », Archéologie médiévale, no 20,‎ 1990, p. 3-140 (lire en ligne, consulté le 12 décembre 2023).
- Christian Pilet, Armelle Alduc-Le Bagousse, Joël Blondiaux, Luc Buchet, Gilles Grévin et Jacqueline Pilet-Lemière, Les nécropoles de Giberville : exposition organisée par le Musée de Normandie, château de Caen, Eglise Saint-Georges, 8 avril-25 mai 1981, 1981.
- Christian Pilet, Le seau de la sépulture 41, témoin de la culture romano‑germanique, s.n., s.d.